# Johann Millendorfer
Johann Millendorfer (* 4. Juni 1921 in Wien; † 16. März 2001) war ein österreichischer Entwicklungsforscher und Systemanalytiker.

## Leben
Johann Millendorfer studierte Physik und erlangte seinen Abschluss als Diplomingenieur 1954 an der TU Wien. Nach einigen Jahren im Berufsleben fing er 1965 ein Studium der Wirtschaftswissenschaften und Sozialwissenschaften an der TU Graz an, wo er 1971 mit der Dissertation Entwicklung, gesellschaftlicher Lernprozeß und materielle Ressourcen. Eine ländervergleichende Untersuchung über immaterielle und materielle Bestimmungsgründe der Entwicklung promoviert wurde. Von 1954 bis 1965 war er als Entwicklungsingenieur in der Industrie tätig und von 1965 bis 1969 Mitarbeiter der wissenschaftlichen Abteilung der österreichischen Bundeswirtschaftskammer. Nach Lehraufträgen an der Universität Wien und Linz sowie an privaten Instituten wurde er 1981 mit der Schrift Die Metaebenen der dritten wissenschaftlich-technischen Revolution. Ein systemanalytischer Beitrag zum humanökonomischen Umbruch habilitiert. In den Jahren von 1979 bis 1991 unterrichtete er an der Hochschule Heiligenkreuz Systemanalyse.

## Publikationen (Auswahl)
- mit Christof Gaspari: Prognosen für Österreich. Fakten und Formen der Entwicklung. Verl. f. Geschichte u. Politik, Wien 1973, ISBN 3-7028-0057-3.
- mit Christof Gaspari: Konturen einer Wende. Strategien für die Zukunft. Styria, Wien u. a. 1978, ISBN 3-222-10951-6.
- Fortschritt, Diener des Menschen, oder Mensch, Diener des Fortschritts. Veritas-Verlag, Wien u. a. 1980, ISBN 3-85329-218-6.